# برت رید
برت رید (انگلیسی: Bert Read؛ زادهٔ) بازیکن فوتبال اهل بریتانیا است.
از باشگاه‌هایی که در آن بازی کرده‌است می‌توان به باشگاه فوتبال منچستر سیتی و باشگاه فوتبال منچستر یونایتد اشاره کرد.